# Kristianstads vattenrike

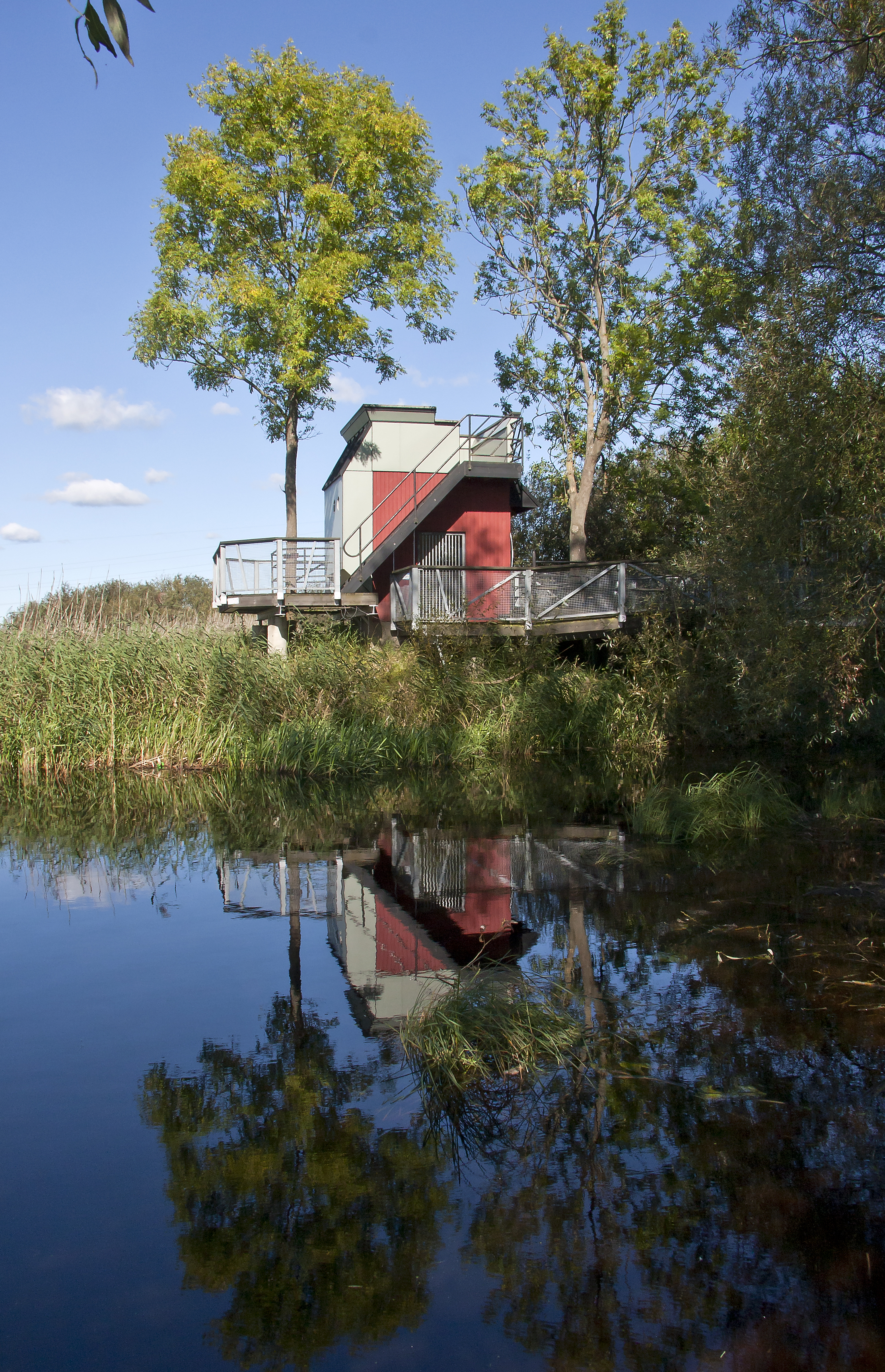
Kanalhuset vid Helge å med utsiktsplats och artinformation.

Kristianstads Vattenrike är ett biosfärområde i Kristianstads kommun i Skåne. Unesco utsåg Kristianstads vattenrike till biosfärområde 2005, vilket gör det till Sveriges äldsta ännu existerande biosfärområde. Biosfärområdet omfattar nästan hela Kristianstads kommun, och bland annat flyter Helge å genom landskapet. Området innehåller nästan alla svenska naturtyper.

## Biosfärområdet
Det är Sveriges äldsta ännu existerande biosfärområde, och utnämndes till sådant av Unesco 2005. Biosfärområdet, som ska fungera som modellområde för hållbar utveckling, är 35x35 kilometer stort, och omfattar stora delar av Kristianstads kommun. De flesta svenska naturtyper ryms i området, utom fjäll.
Helge å flyter genom Kristianstads vattenrike, och fångar upp vattendrag från slätten och åsarna. I Kristianstad buktar den ut i Araslövssjön och Hammarsjön, innan den når Hanöbukten. Längs ån breder våtmarker och strandängar ut sig. I området finns även torra, sandiga odlingsmarker liksom ädellövskogar.
Tillsammans med föreningar, företag och markägare utvecklas i biosfärområdet lösningar för att bevara och nyttja landskapets värden. Biosfärområdets aktörer verkar för ett ekologiskt, ekonomiskt och socialt hållbart samhälle. En del av det arbetet är att ta fram och sprida kunskap, genom bland annat inventeringar, rapporter, samarbeten med forskare, konferenser och naturum Vattenriket. 
Det finns ett tjugotal besöksplatser i biosfärområdet, med bland annat fågeltorn, stigar och utemuseer.

## Naturum Vattenriket
Naturum Vattenriket invigdes 27 november 2010, och består av utställningar, en möteslokal, restaurang och olika programaktiviteter. Naturum har information om bland annat biosfärarbetet, naturen i biosfärområdet och olika aktiviteter. Naturum besöks av ungefär 100 000 besökare årligen.
Byggnaden hade en byggbudget på 90 miljoner kronor. Byggnaden nominerades till World Architecture Festival 2011.